# Class2go
Stanford's Class2go és una plataforma oberta, el que significa que podeu agafar la base de codi de franc i executar-la al vostre propi servidor. També és portàtil, donant a les escoles la possibilitat de moure documents i suports a altres plataformes si així ho desitgen. La plataforma és interoperable en el sentit que es basa en el programari existent (MySQL, Github, Piazza, MySQL, Python Django...). I, a diferència d'altres plataformes, Class2Go proporciona als educadors un accés immediat a dades valuoses que els permeten refinar l'experiència educativa.
A la tardor de 2012, Stanford ja va oferir dos MOOC a través de Class2Go (Xarxes d'ordinadors i Cel·les solars, cel·les de combustible i bateries). I el gener de 2013 enceta un nou curs MOOC, Introducció a les Bases de Dades, impartida per Jennifer Widom, catedràtica del departament d'Informàtica de Stanford. Amb posterioritat, Class2Go s'ha desplegat a la Universitat d'Austràlia Occidental